# 三遊亭市馬
三遊亭 市馬（さんゆうてい いちば）は落語家の名跡。
- 三遊亭市馬 - 後の2代目三遊亭圓橘。
- 三遊亭市馬 - （1829年（逆算） - 1882年9月17日）初代三遊亭圓馬の門。ぼたもち唄という芸を得意としたため、俗に「ぼたもちの市馬」と呼ばれる。本名：不明。
- 三遊亭市馬 - 後の三遊亭圓理。
- 三遊亭市馬 - 本項にて記述。
- 三遊亭市馬 - 後の春風やなぎ。
- 2代目三遊亭市馬 - 後の2代目柳亭市馬。
- 4代目三遊亭市馬 - 当該項目で記述。

三遊亭 市馬（さんゆうてい いちば、1853年または1854年〔嘉永6年〕 - 1907年1月4日）は落語家。本名：味波 文之助。柳亭市馬（味波庄太郎、下記）の叔父。あばた顔で「ガンモドキの市馬」の異名をとった。

## 経歴・人物
1870～80年代に柳亭右柳（のちの3代目春風亭柳朝）の門で春風亭右楽を名乗る。入門10年目ごろに2代目三遊亭圓馬の門下に転じ、三遊亭寿々馬に改名。1894年（明治27年）頃、三遊亭市馬に改名。この間の真打昇進時期は不明。
美声を生かし音曲「推量節」で人気を取った。
墓所は谷中蓮華寺。